# Bousculade du Hajj en 2001
La bousculade du Hajj en 2001 est une bousculade qui s'est produite le 5 mars 2001 à La Mecque, en Arabie saoudite, lors du pèlerinage du Hajj. Elle a provoqué la mort de 35 pèlerins musulmans, 23 femmes et 12 hommes, avec plusieurs personnes légèrement blessées.
La tragédie s'est produite lors du rite de la Lapidation de Satan, lorsque les pèlerins furent écrasés par la foule se précipitant vers l'un des trois piliers géants.